# Wojciech Woropaj
Wojciech Józef Woropaj (ur. 5 stycznia 1954 w Pniewach) – polski prawnik, samorządowiec, były wicewojewoda zielonogórski i lubuski.

## Życiorys
Z wykształcenia prawnik, podjął praktykę w zawodzie adwokata.
W latach 90. wstąpił do Unii Wolności, zasiadał we władzach regionalnych tej partii. W latach 1990–1995 był prezesem Samorządowego Kolegium Odwoławczego w Zielonej Górze. W 1998 w rządzie Jerzego Buzka pełnił funkcję wicewojewody zielonogórskiego, ostatniego przed reformą samorządową. Był później do 2001 drugim wicewojewodą lubuskim. W tym samym roku bez powodzenia kandydował z ramienia UW do Sejmu, następnie objął wakujący mandat radnego sejmiku.
Po wyborach samorządowych w 2002 został zastępcą burmistrza Żagania. Po następnych wyborach z 2006 objął stanowisko wicestarosty żagańskiego z rekomendacji lokalnego ugrupowania „Nasze Miasto – Nasz Powiat”. Po odwołaniu zarządu powiatu w 2008 został dyrektorem departamentu organizacyjno-prawnego w lubuskim urzędzie marszałkowskim. W 2012 objął stanowisko dyrektora biura wojewody lubuskiego, w styczniu 2013 – dyrektora generalnego Lubuskiego Urzędu Wojewódzkiego, w maju 2013 – dyrektora Departamentu Nadzoru w Ministerstwie Spraw Wewnętrznych.
W 2002 otrzymał Złoty Krzyż Zasługi.